# Worshipful Company of Ironmongers

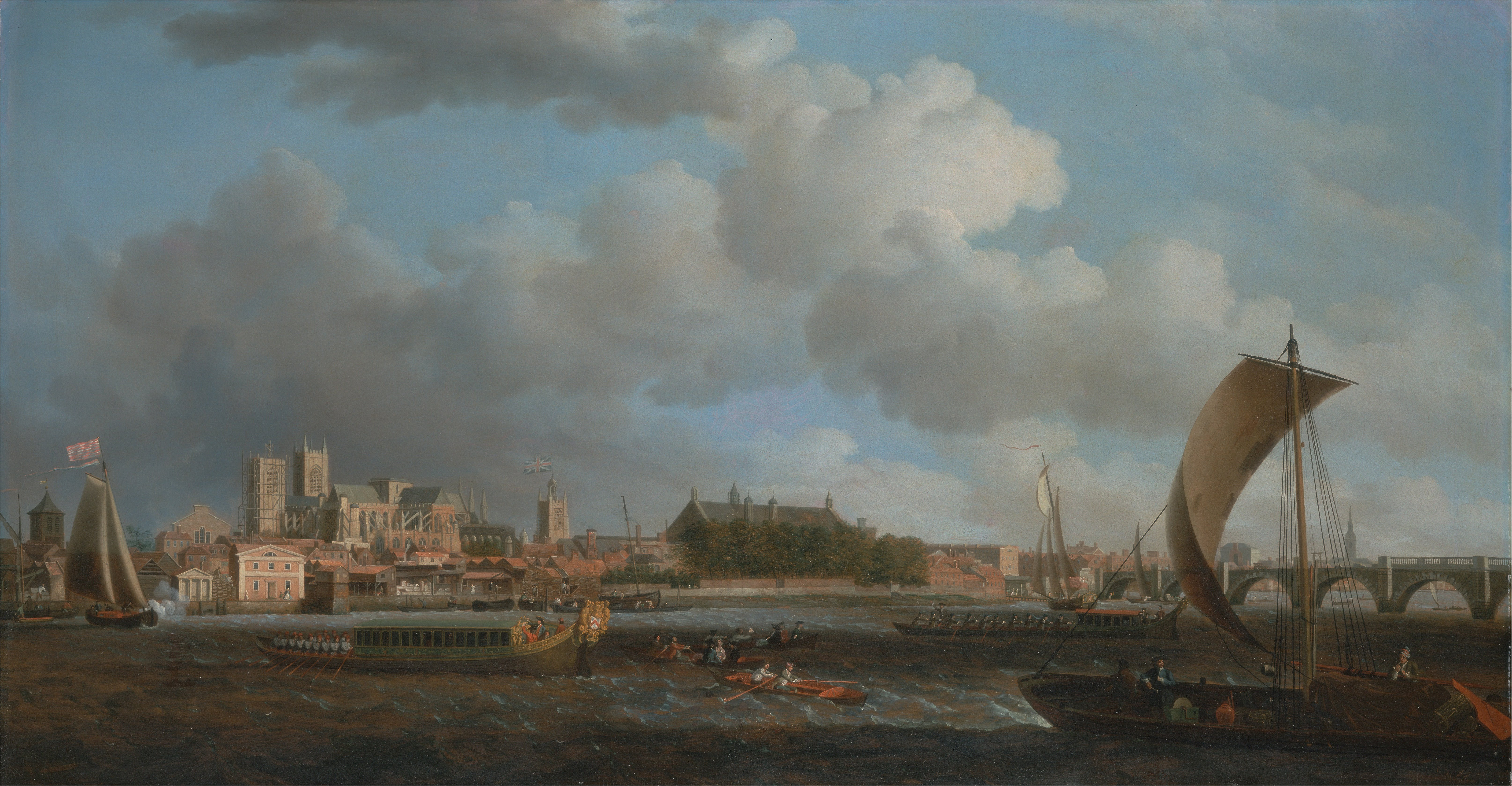
Zeremonienschiff der Ironmongers in London auf der Themse, um 1745

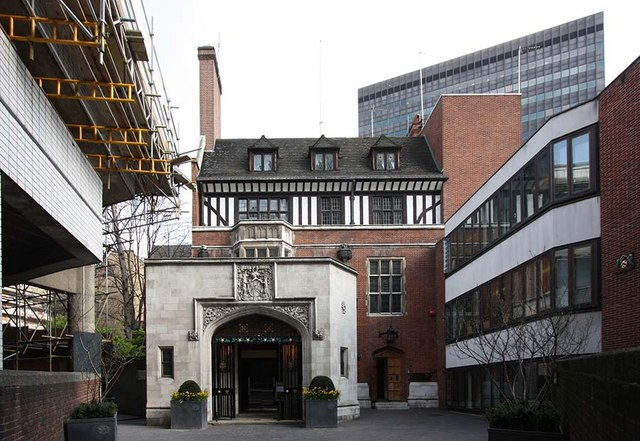
Eingang zur Ironmongers Hall

Die Worshipful Company of Ironmongers (kurz: Ironmongers′ Company) ist die Livery Company der Eisenwarenhändler der City of London.

## Geschichte
Die Ironmongers Company wurden als Ferroners (von lat. ferrum, Eisen) gemäß einer Royal Charter im Jahre 1463 gegründet.
Die Vereinigung steht in der Rangfolge (Order of precedence) an der zehnten Stelle der London Livery Companies. Sie gehört daher zu den „Great Twelve City Livery Companies“ (zwölf großen Berufsverbänden Londons).
Motto der Vereinigung ist God Is Our Strength (Gott ist unsere Stärke).

## Aufgabe
Die Aufgabe der Ironmongers Company bestand ursprünglich darin, als Gilde die Interessen der Eisenwarenhändler, insbesondere ihrer Mitglieder, zu schützen und zu vertreten.
Die Gemeinschaft ist heute in erster Linie eine soziale und wohltätige Einrichtung (Unterstützung von wohltätigen Projekten: Ironmongers' Foundation).

## Ironmongers Hall
Heutiger Sitz der Company ist die Ironmongers Hall in der Aldersgate Street (Aldgate).
Das erste Gebäude der Ironmonger Company wurde im Jahr 1457 erbaut und war in der Fenchurch Street No 117. Dieses Gebäude wurde im Jahr 1587 neu erbaut und im Jahre 1745 an der gleichen Stelle wieder aufgebaut. Dieses dritte Gebäude von 1745 wurde am 7. Juli 1917 im Rahmen der Kriegshandlungen des Ersten Weltkrieges von einer Bombe zerstört. Das heutige Gebäude steht auf einer Liegenschaft, welche 1922 erworben wurde. 1922 begangen auch die Bauarbeiten und wurden am 17. Juni 1925 abgeschlossen (feierliche Eröffnung des Gebäudes).

## Kirche
Die anglikanische Kirche St. Olave in der City of London war die Kirche der Worshipful Company of Ironmongers und der Worshipful Company of Clothworkers.